# Planèzes
Planèzes (occitansk:Planeses) er en by og kommune i departementet Pyrénées-Orientales i Sydfrankrig.

## Geografi
Planèzes ligger i Fenouillèdes 32 km vest for Perpignan. Nærmeste byer er mod vest Rasiguères (1 km) og mod øst Latour-de-France (4 km).

## Demografi

### Udvikling i folketal
| 1962                                                              | 1968 | 1975 | 1982 | 1990 | 1999 | 2007 | 2012 | 2017 |
| ----------------------------------------------------------------- | ---- | ---- | ---- | ---- | ---- | ---- | ---- | ---- |
| 131                                                               | 116  | 82   | 77   | 80   | 99   | 96   | 106  | 99   |
| Tal fra og med 1962 er uden dobbelttælling (sans doubles comptes) |      |      |      |      |      |      |      |      |